# Dirk Meusel
Dirk Meusel (* 11. Dezember 1977 in Berlin) ist ein ehemaliger deutscher Ruderer.

## Werdegang
Dirk Meusel wurde 1998 im Vierer mit Steuermann und 2000 mit dem Achter Deutscher Meister. Zudem nahm er an den Olympischen Sommerspielen 2000 in Sydney teil. Dort belegte er zusammen mit Jörg Dießner, Jan Herzog und Ike Landvoigt in der Regatta mit dem Vierer ohne Steuermann den elften Platz.
Bei den Deutschen Sprintmeisterschaften 2004 gewann er zudem Gold im Vierer mit Steuermann.